# 谢尔盖·比东科
谢尔盖·尤里耶维奇·比东科（羅馬化：Sergey Yur'yevich Bidon'ko；1975年8月18日—）是俄罗斯政治人物，第七届和第八届国家杜马代表。
1993 年，他毕业于克拉斯诺图林斯克工业学院。随后，他在乌拉尔国立技术大学（2000年）和俄罗斯联邦总统国民经济与国家行政学院（2011年）继续深造。比东科于2009年当选卡尔平斯克市长（由统一俄罗斯党提名），开始了他的政治生涯。2013年，他再次当选同一职位。2014年12月15日，斯维尔德洛夫斯克州州长任命比东科为该地区建设和建筑部副部长。
2016年，他当选第七届国家杜马代表。 2019年1月10日，比东科被任命为斯维尔德洛夫斯克州副州长，其国家杜马议员职权提前终止。2021年，他再次担任第八届国家杜马代表。

## 制裁
2022年因俄乌战争而受到英国政府和美国财政部制裁。